# True Romance (Charli XCX)
| Recensione | Giudizio |
| ---------- | -------- |
| AllMusic   |          |

True Romance è il primo album in studio della cantautrice britannica Charli XCX, pubblicato il 12 aprile 2013 dalle etichette discografiche Asylum e dall'Atlantic Records.

## Tracce
1. Nuclear Seasons – 4:38
2. You (Ha Ha Ha) – 3:08
3. Take My Hand – 4:26
4. Stay Away – 3:48
5. Set Me Free (Feel My Pain) – 3:53
6. Grins – 3:53
7. So Far Away – 3:21
8. Cloud Aura (feat. Brooke Candy) – 2:44
9. What I Like – 3:02
10. Black Roses – 3:28
11. You're the One – 3:15
12. How Can I – 3:55
13. Lock You Up – 3:31